# Placotettix taeniatifrons
Placotettix taeniatifrons är en insektsart som beskrevs av Carl Ludwig Kirschbaum 1868. Placotettix taeniatifrons ingår i släktet Placotettix och familjen dvärgstritar.

## Underarter
Arten delas in i följande underarter:
- P. t. flexuosus
- P. t. fieberi
- P. t. edoughicola
- P. t. superflexus
- P. t. semaensis